# Josef Schulz
Pour les articles homonymes, voir Schulz.
Josef Schulz, né à Prague (Empire austro-hongrois) le 11 avril 1840 et mort dans cette ville[réf. nécessaire] le 15 juillet 1917, est un architecte tchèque.

## Réalisations
- 1872 : Hôtel Evropa à  Prague